# Gli ultimi giorni di Tolomeo Grey
Gli ultimi giorni di Tolomeo Grey (The Last Days of Ptolemy Grey) è una miniserie televisiva statunitense ideata da Walter Mosley per Apple TV+ e basata sull'omonimo romanzo dello stesso Mosley. La serie ha debuttato l'11 marzo 2022.

## Trama
Tolomeo è un signore anziano affetto da demenza che, quando ha avuto modo di provare gli effetti di un nuovo farmaco che gli ha ridato lucidità mentale, ha deciso di sottoporsi ad un trattamento sperimentale che gli dà piene facoltà mentali per poche settimane, dopo le quali la sua malattia è destinata a peggiorare gravemente. Con la sua "nuova vita" decide di sistemare le cose del passato lasciate in sospeso, indagare sulla morte di suo nipote che lo ha seguito negli anni della malattia e aiutare Robyn a ricostruirsi una nuova vita.

## Puntate
| nº | Titolo  | Pubblicazione  |
| -- | ------- | -------------- |
| 1  | Reggie  | 11 marzo 2022  |
| 2  | Robyn   | 11 marzo 2022  |
| 3  | Sensia  | 18 marzo 2022  |
| 4  | Coydog  | 25 marzo 2022  |
| 5  | Nina    | 1º aprile 2022 |
| 6  | Ptolemy | 8 aprile 2022  |

### Reggie
- Diretto da: Ramin Bahrani
- Scritto da: Walter Mosley

#### Trama
Tolomeo è un anziano affetto da demenza, la sua vita si basa sull'aiuto di Reggie che gli porta cibo, lo aiuta in casa e lo porta dai medici. Purtroppo la malattia di Tolomeo progredisce più rapidamente del previsto e il dott. Riley li lascia il numero del dott. Rubin che vorrebbe studiare il caso si Tolomeo e aiutarlo. Reggie prende un appuntamento e quando se ne va chiede a Tolomeo di chiudersi in casa. I giorni passano e Tolomeo finisce il cibo che gli aveva portato in precedenza Reggie, un giorno si presenta da lui Hilly che lo vuole portare dalla madre; prima però Tolomeo gli chiede di portarlo in banca per incassare tre assegni, di cui due gli vengono rubati dallo stesso Hilly. Arrivati a casa di Niecie, Tolomeo conosce Robyn che, dopo averlo fatto mangiare, lo porta da Reggie facendogli scoprire che è deceduto. Robyn poi lo accompagna a casa sua prima di tornare da Niecie che la sta ospitando.
- Durata: 51 minuti

### Robyn
- Diretto da: Debbie Allen
- Scritto da: Walter Mosley e Jerome Hairston

#### Trama
Robyn è costretta a difendersi da un tentativo di aggressione di Hilly e Niecie decide di allontanarla per proteggere la sua famiglia. Robyn, che trova in tasca le chiavi dell'appartamento di Tolomeo, decide di andare da lui e aiutarlo. Una volta a casa sua capisce la situazione drammatica in cui vive e decide di ripulire la casa, partendo dal bagno e arrivando poi in una stanza chiusa con un lucchetto, la vecchia stanza di Sensia. Robyn però ha bisogno di un aiuto per pulire tutto e gettare quello che non è più necessario, così chiama in aiuto Billy e un amico. Una volta rimesso a nuovo l'appartamento viene trovato un biglietto di Reggie per un appuntamento con il dott. Rubin. Robyn decide quindi di portare Tolomeo dal dottore che spiega la cura sperimentale che hanno creato, la quale permette di recuperare la memoria nel giro di un paio di settimane, e che prima di iniziare vorrebbe fare una iniezione a Tolomeo per consentirgli di pensare e parlare senza la limitazione della sua malattia. Inizialmente contrari, sia Robyn che Tolomeo, poi decidono di procedere con la prima iniezione; tornati a casa Tolomeo sembra un uomo nuovo, come se la demenza non lo avesse mai colpito. Con questa nuova lucidità decide di indagare sull'assassinio di Reggie, recandosi nel posto dove è avvenuta la sparatoria e scoprendo che l'assassino aveva una cicatrice. Tornati a casa i due discutono se proseguire con il trattamento o meno, dato che la prima iniezione dura solamente circa dodici ore e che il trattamento vero e proprio ha effetti collaterali anche gravi, in poco tempo l'effetto svanisce e Robyn si ritrova davanti Tolomeo in una situazione peggiore di quando lo aveva conosciuto e decide di chiamare il dott. Rubin per iniziare la terapia.
- Durata: 55 minuti

### Sensia
- Diretto da: Hanelle M. Culpepper
- Scritto da: Walter Mosley e Jerome Hairston

#### Trama
Dopo l'iniezione Tolomeo ha effetti collaterali, febbre alta e perdita di sensi, e solo dopo due giorni si risveglia e con Robyn si dirigono dal dott. Rubin. Una volta lì capiscono che non c'è una cura definitiva e che la seconda dose permetterà a Tolomeo di riacquistare tutti i suoi ricordi, ma questo solo per poche settimane dopo le quali diventerà peggio di prima, a causa del deterioramento causato dalla cura. Nonostante Robyn è fortemente contraria a procedere, Tolomeo si sottopone al trattamento. Tornati a casa Tolomeo riceve l'inaspettata visita di Shirley che gli riconsegna il denaro che le aveva prestato in precedenza, mentre Robyn coglie l'occasione per fare la spesa e, con l'aiuto di Billy, prendere le sue ultime cose che erano rimaste a casa di Niecie. Durante il sonno, Tolomeo rivive il momento in cui ha conosciuto Sensia e la prima volta che lei è andata a trovarlo, facendogli ricordare dove aveva nascosto il "cuore nero". Nel frattempo Hilly, che vuole impossessarsi dei denaro di Tolomeo, cerca di convincere Niecie che Robyn è andata ad abitare da lui per impossessarsi del bottino che nasconde.
- Durata: 59 minuti

### Coydog
- Diretto da: Guillermo Navarro
- Scritto da: Walter Mosley

#### Trama
Tolomeo e Robyn trovano il "cuore nero" ma quando aperto lei è delusa dal contenuto, due dobloni d'oro e una chiave, così Tolomeo prende una vecchia valigia di pelle di coccodrillo contenente circa 40000 $ e la mostra a Robyn. I due poi vanno in banca e aprono un conto sul quale Robyn è firmataria e userà il denaro per aiutare Nina, i suoi figli e Niecie; successivamente incontrano Saied al quale fanno valutare il doblone. Tornati a casa vengono raggiunti da Darwin e due agenti che devono verificare le condizioni in cui vive Tolomeo, e di conseguenza decidere se portarlo in una struttura apposita ma si rendono conto che non ce ne è bisogno. Tolomeo e Robyn vanno da Niecie per informarla del conto che hanno aperto e lui le chiede di provare a radunare tutte le persone presenti alla veglia di Reggie perché vuole fare un elogio funebre. Nel frattempo Tolomeo riesce a ricordare l'ultimo discorso di Reggie e vuole trovare la persona che lo ha assassinato.
- Durata: 54 minuti

### Nina
- Diretto da: Guillermo Navarro
- Scritto da: Walter Mosley

#### Trama
Tolomeo e Robyn vanno dall'avvocato Abromovitz per fare un testamento che Tolomeo vuole lasciare a Robyn, visto il caso particolare l'avvocato suggerisce di mettere il denaro in un fondo per evitare che i familiari possano impugnarlo. I tre poi si dirigono in una struttura con cassette di sicurezza dove Tolomeo rivela a Robyn ciò che le lascerà in eredità, un doblone del valore di diciassette milioni di dollari. Tolomeo e Robyn vanno poi a casa di Niecie dove lui da a Nina del denaro per lei e i figli, poi quando sono tutti presenti fa l'elogio funebre per Reggie e, verso la fine, ha un tracollo mentale da cui ne esce. Quando poi sopraggiunge Alfred, Tolomeo lo informa di sapere che lui è l'assassino di Reggie e lo invita a lasciare Nina, per permetterle di crescere i suoi figli, in cambio di una cospicua somma di denaro.
- Durata: 53 minuti

### Ptolemy
- Diretto da: Hanelle M. Culpepper
- Scritto da: Walter Mosley

#### Trama
Rendendosi conto di avere poco tempo di lucidità, Tolomeo chiede a Robyn di passare la giornata con Roger. Lui noleggia un autista che lo porta prima ad una mostra d'arte e poi al lago Altuma prima di riportarlo a casa, una volta lì gli chiede di suonare il clacson cinque minuti dopo aver visto un uomo entrare nel suo appartamento. Tolomeo entra in casa ed inizia a registrare su un'audiocassetta quando arriva Alfred, lui prova a fargli confessare di aver assassinato Reggie mostrandogli cosa gli darà in cambio, ma Alfred decide di prendersi tutto subito e minaccia Tolomeo di fare del male a Robyn se non gli consegna il denaro, costringendolo a difendersi e far partire un colpo di pistola che lo colpisce al petto. Alfred tenta la fuga mentre Tolomeo, con la mente sempre più annebbiata, prova a raggiungerlo; arrivati in strada Alfred cade a terra esanime mentre Tolomeo viene fermato dalla polizia. Sei mesi più tardi, Tolomeo è rinchiuso in un istituto per malati mentali mentre Robyn viene difesa da Abromovitz in tribunale dove Niecie e il figlio hanno impugnato il testamento. Prevedendolo, Abromovitz mostra al giudice un filmato dove si vede Tolomeo nel pieno delle sue facoltà mentali nel giorno in cui ha fatto testamento. La giudice sembra favorevole ad assegnare l'eredità a Robyn mentre Niecie continuerà a lottare per il denaro. Finalmente Robyn può passare in istituto a trovare Tolomeo.
- Durata: 53 minuti

## Personaggi e interpreti

### Principali
- Tolomeo Grey, interpretato da Samuel L. Jackson, doppiato da Luca Ward.
Anziano affetto da demenza, aiutato nella vita quotidiana dai nipote e da Robyn.
- Robyn, interpretata da Dominique Fishback, doppiata da Veronica Benassi.
Nipote di Niecie che, una volta rimasta sola, decide di aiutare Tolomeo.
- Sensia, interpretata da Cynthia McWilliams, doppiata da Ilaria Latini.
Moglie di Tolomeo deceduta da diverso tempo.
- Coydog, interpretato da Damon Gupton, doppiato da Stefano Thermes.
- Niecie, interpretata da Marsha Stephanie Blake, doppiata da Tiziana Avarista.
Madre di Reggie e Hilly e zia di Robyn.
- Dott. Rubin, interpretato da Walton Goggins, doppiato da Saverio Indrio.
- Hilly, interpretato da DeRon Horton, doppiato da Alex Polidori.
Figlio di Niecie e nipote di Tolomeo.
- Billy, interpretato da Martin Bats Bradford, doppiato da Raffaele Carpentieri.
Amico di Reggie.

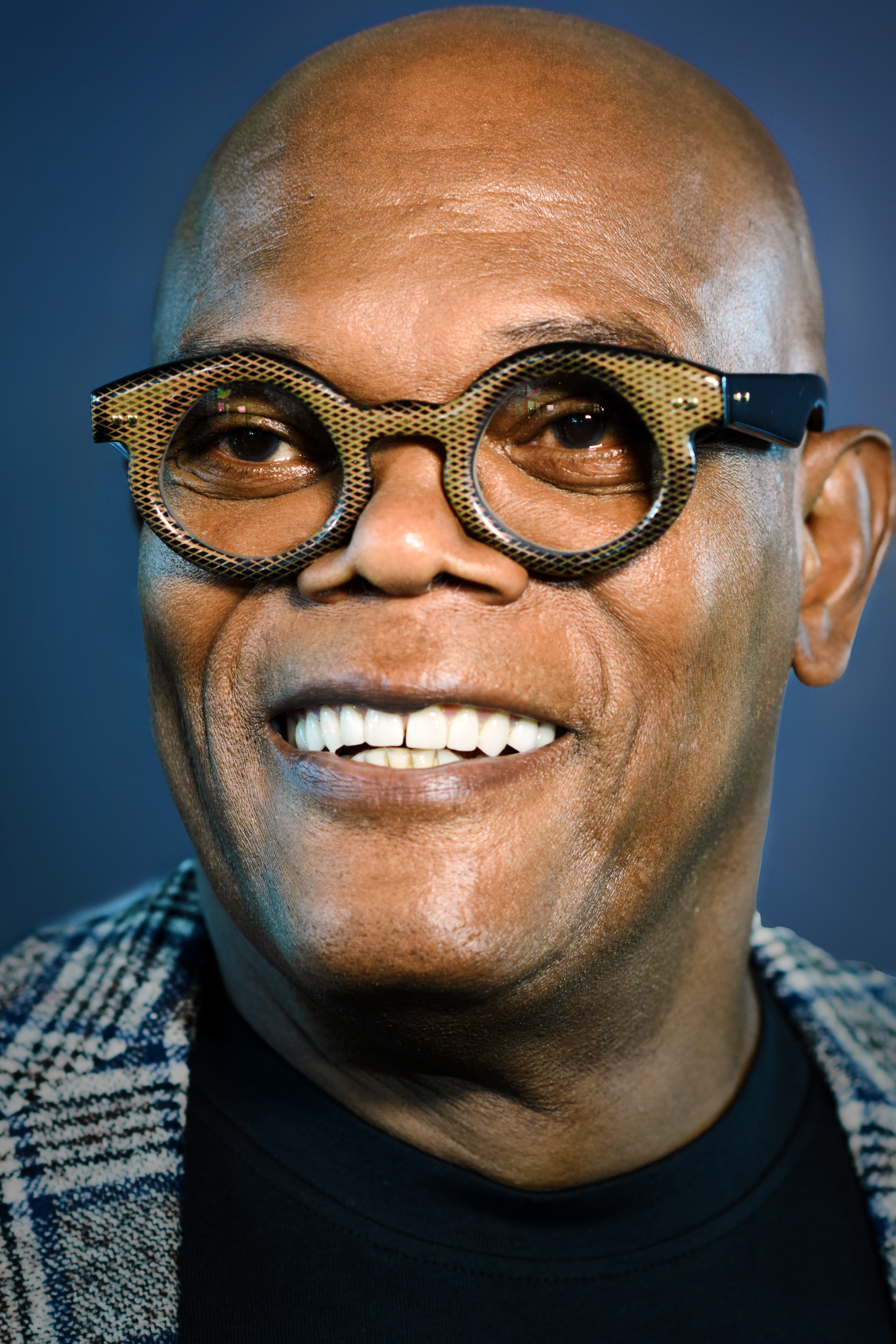
Samuel L. Jackson interpreta Tolomeo Grey
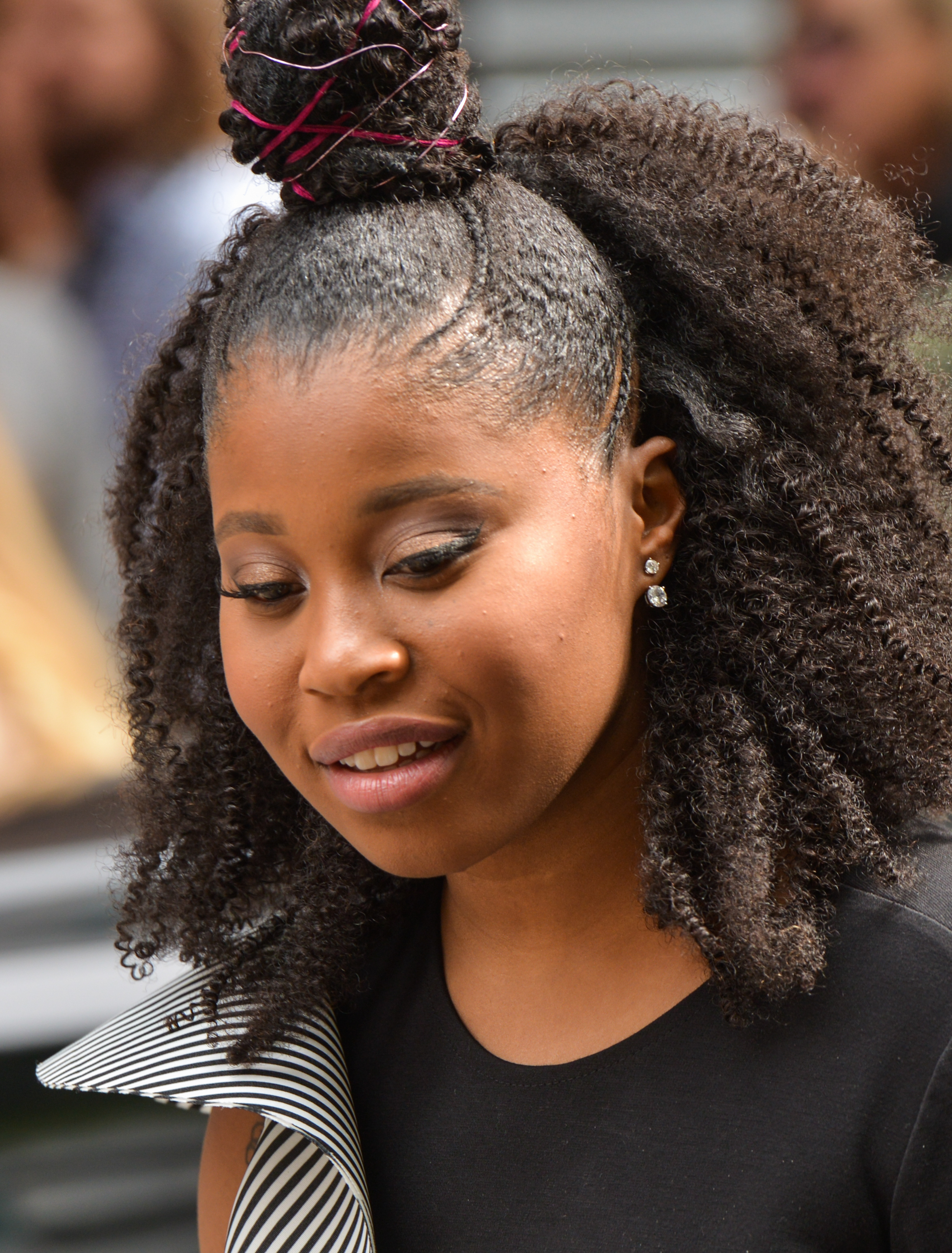
Dominique Fishback interpreta Robyn
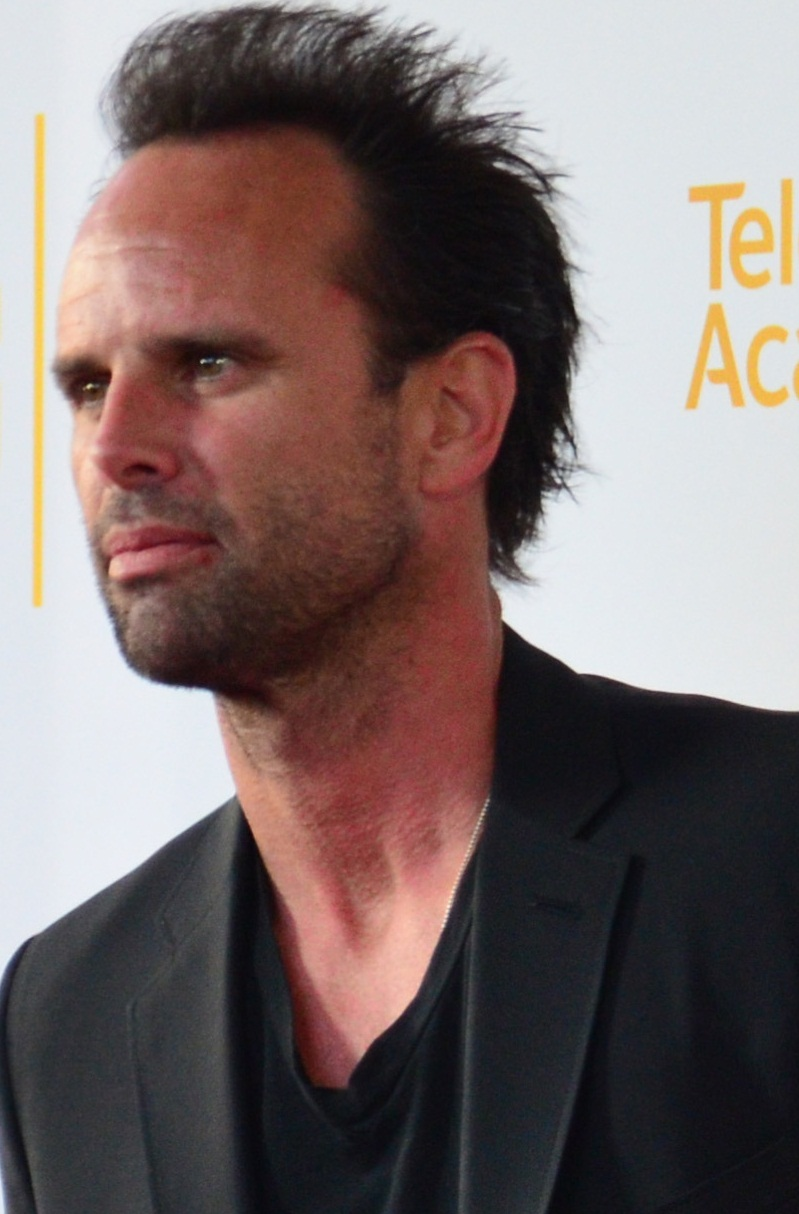
Walton Goggins interpreta dott. Rubin

### Ricorrenti
- Tolomeo Grey da giovane, interpretato da Percy Daggs IV, doppiato da Francesco Raffaeli.
- Moishe Abromovitz, interpretato da Maury Ginsberg, doppiato da Maurizio Fiorentini.
Avvocato, figlio di un vecchio amico di Tolomeo.
- Reggie Lloyd, interpretato da Omar Benson Miller, doppiato da Nanni Baldini.
Figlio di Niecie e nipote di Tolomeo che si prende cura di lui.
- Giudice Alison McCarty, interpretata da JoAnn Willette, doppiata da Franca D'Amato.
- Shirley Wring, interpretata da Denise Burse, doppiata da Lorenza Biella.
- Sonia Lavendrell, interpretata da Arischa Conner, doppiata da Sarah Nicolucci.
Cameriera presso la tavola caldo dove è solito pranzare Tolomeo.
- Iona Grey, interpretata da Nicole Lockley, doppiata da Valentina De Marchi.
- Nina, interpretata da Charity Jordan, doppiata da Chiara Oliviero.
Moglie di Reggie.
- Artie, interpretato da Taj Johnson.
Figlio di Reggie.
- Melinda Hogarth, interpretata da Breanna Allen, doppiata da Emanuela Damasio.
- Roger Dawes, interpretato da Patrick R. Walker, doppiato da Manuel Meli.
- Olga, interpretata da Jul Kohler, doppiata da Cristina Gichero.
Infermiera e assistente del dott. Rubin.
- Kora Brooks, interpretata da Mystie Smith, doppiata da Sophia De Pietro.
Impiegata bancaria che lavora presso la banca dove Tolomeo ritira la pensiona.
- Clive Miller, interpretato da David Atkinson, doppiato da Massimo Bitossi.
- Latisha, interpretata da Sheridan Walker, doppiata da Eva Merolli.
Figlia di Reggie.
- Ezra, interpretato da William Catlett, doppiato da Antonino Saccone.
- Saied, interpretato da Kamran Shaik, doppiato da Andrea Lavagnino.
Amico di lunga data di Tolomeo.
- Darwin, interpretato da K. Todd Freeman, doppiato da Achille D'Aniello.
Impiegato comunale che si occupa si servizi sociali.
- Alfred, interpretato da Enoch King, doppiato da Fabio Boccanera.
Ex di Nina, uscito in anticipo di prigione.
- Hernandez, interpretato da J. Anthony Pena, doppiato da Davide Lepore.
- Maude Petit, interpretata da Avangeline Friedlander, doppiata da Giulia Boccanera.
- Angela Liem, interpretata da Michelle Lukiman, doppiata da Arianna Polidori.
- Dott. Riley, interpretato da Gilbert Glenn Brown, doppiato da Franco Mannella.

## Distribuzione
Gli ultimi giorni di Tolomeo Grey ha debuttato l'11 marzo 2022 sulla piattaforma di video on demand Apple TV+, in tutti i paesi in cui il servizio è disponibile.

### Edizione italiana
La direzione del doppiaggio è di Carlo Valli e i dialoghi italiani sono curati da Flora Staglianò e Antonella Giannini per conto della Iyuno - SDI Group che si è occupata anche della sonorizzazione.

## Accoglienza

### Critica
Sull'aggregatore di recensioni Rotten Tomatoes la serie riceve l'86% delle recensioni professionali positive, mentre su Metacritic ha un punteggio di 75 su 100 basato su 22 recensioni.

## Riconoscimenti
| - Black Reel Awards for Television - 2022 – Miglior miniserie o film TV - 2022 – Miglior attore in una miniserie o film TV a Samuel L. Jackson - 2022 – Candidata per la miglior attrice non protagonista in una miniserie o film TV a Dominique Fishback - 2022 – Candidata per la miglior regia in una miniserie o film TV a Hanelle M. Culpepper per Ptolemy - 2022 – Candidata per la miglior regia in una miniserie o film TV a Debbie Allen per Robyn - 2022 – Candidato per la miglior sceneggiatura in una miniserie o film TV a Walter Mosley per Ptolemy - 2022 – Candidati per la miglior sceneggiatura in una miniserie o film TV a Walter Mosley e Jerome Hairston per Robyn - Critics' Choice Awards - 2023 – Candidato per il miglior attore protagonista in una miniserie o film TV a Samuel L. Jackson - 2023 – Candidata per la miglior attrice non protagonista in una miniserie o film TV a Dominique Fishback - Critics' Choice Super Awards - 2023 – Candidato per il miglior attore in una serie di fantascienza/fantasy, in una serie limitata o in un film per la televisione a Samuel L. Jackson | - Hollywood Critics Association Television Awards - 2022 – Candidato per il miglior attore in una serie di limitata o antologica, o in un film a Samuel L. Jackson - Imagen Awards - 2022 – Candidato per il miglior regista televisivo a Guillermo Navarro - NAACP Image Award - 2023 – Candidato per il miglior film televisivo, mini-serie o speciale drammatico - 2023 – Candidato per il miglior attore in un film televisivo, mini-serie o speciale drammatico a Samuel L. Jackson - 2023 – Candidato per il miglior attore non protagonista in un film televisivo, mini-serie o speciale drammatico a Omar Benson Miller - 2023 – Candidata per la miglior regia in una serie drammatica a Debbie Allen per Robyn - 2023 – Candidata per la miglior regia in una serie drammatica a Hanelle M. Culpepper per Sensia - 2023 – Candidati per il miglior trucco a Michele Lewis, Shawna Maharaj, Manny Davila, De'sha Hayes e Jake Garber |